# Arthur Tafoya
Arthur Nicholas Tafoya (ur. 2 marca 1933 w Alameda, Nowy Meksyk, zm. 24 marca 2018 w Albuquerque, Nowy Meksyk) – amerykański duchowny katolicki, biskup Pueblo w latach 1980–2009.

## Życiorys
Święcenia kapłańskie otrzymał 12 maja 1962 i inkardynowany został do rodzinnej archidiecezji Santa Fe.
1 lipca 1980 papież Jan Paweł II mianował go ordynariuszem diecezji Pueblo. Na emeryturę przeszedł 15 października 2009 jako najdłużej urzędujący biskup Pueblo w historii tej diecezji.